# Alla Sergejewna Schabanowa
Alla Sergejewna Schabanowa (russisch Алла Сергеевна Шабанова, wiss. Transliteration Alla Sergeevna Šabanova; * 25. Oktober 1982 in Dresden) ist eine ehemalige russische Eisschnellläuferin.

## Werdegang
Schabanowa trat international erstmals bei den Juniorenweltmeisterschaften 2001 in Groningen in Erscheinung, wobei sie den 19. Platz im Mehrkampf errang. Im Eisschnelllauf-Weltcup startete sie erstmals im Dezember 2007 in Kolomna und kam dabei in der B-Gruppe auf den 19. Platz über 5000 m. In der Saison 2008/09 erreichte sie in Erfurt mit dem zweiten Platz in der Teamverfolgung ihre einzige Podestplatzierung im Weltcup und lief bei der Mehrkampfeuropameisterschaft 2009 in Heerenveen auf den 13. Platz im Kleinen-Mehrkampf. Zudem belegte sie bei der Mehrkampfweltmeisterschaft 2009 in Hamar den 11. Platz im Mehrkampf und bei den Einzelstreckenweltmeisterschaften 2009 in Richmond den 14. Platz über 1500 m sowie den vierten Rang in der Teamverfolgung. In den folgenden Jahren kam sie bei den Olympischen Winterspielen 2010 in Vancouver auf den 12. Platz über 500 m sowie auf den siebten Rang in der Teamverfolgung und bei der Sprintweltmeisterschaft 2011 in Heerenveen auf den 22. Platz im Sprint-Mehrkampf. Ihren letzten Weltcup absolvierte sie im Januar 2012 in Salt Lake City, welchen sie in der B-Gruppe auf dem 12. Platz über 500 m beendete.
Schabanowa wurde dreimal russische Meisterin in der Teamverfolgung (2008, 2010, 2011) und einmal im Kleinen-Vierkampf (2010).

## Erfolge

### Olympische Spiele
- 2010 Vancouver: 7. Platz Teamverfolgung, 12. Platz 1500 m

### Einzelstrecken-Weltmeisterschaften
- 2009 Richmond: 4. Platz Teamverfolgung, 14. Platz 1500 m

### Sprint-Weltmeisterschaften
- 2011 Heerenveen: 22. Platz Sprint-Mehrkampf

### Mehrkampf-Weltmeisterschaften
- 2009 Hamar: 11. Platz Kleiner-Mehrkampf

### Europameisterschaften
- 2009 Heerenveen: 13. Platz Kleiner-Mehrkampf

## Persönliche Bestzeiten
| Disziplin | Zeit        | Datum             | Ort     |
| --------- | ----------- | ----------------- | ------- |
| 500 m     | 39,44 s     | 28. November 2009 | Calgary |
| 1000 m    | 1:16,82 min | 24. Januar 2009   | Kolomna |
| 1500 m    | 1:57,02 min | 22. November 2009 | Hamar   |
| 3000 m    | 4:15,60 min | 17. November 2007 | Kolomna |
| 5000 m    | 7:29,65 min | 23. März 2008     | Kolomna |